# Firestarter (firewall)
O Firestarter é um firewall do Linux. Cabe lembrar que o Linux possui na realidade um só firewall, que se chama Iptables e vem embutido no kernel desse sistema operacional. Dessa forma, os softwares que se apresentam como firewalls do Linux servem na realidade como programas de configuração automática do Iptables, isto é, dispensam a digitação de linhas de comando no Terminal.
Usuários avançados, entretanto, digitam as regras no Terminal, com isso podem abrir e fechar as portas de Internet quando quiserem, ou deixar abertas apenas as portas desejadas. Isso é importante porque programas automáticos como o Firestarter deixam abertas portas "perigosas", como aquelas necessárias para baixar arquivos por FTP e P2P. Sem elas, não se baixa um filme, por exemplo (via torrent), mas também se corre o risco de expor o computador a um hacker, que poderá se aproveitar delas para invadir o computador. Especialistas recomendam o Firestarter para usuários iniciantes, aqueles que ainda não sabem scrpits de regras.